# Laar (Grafschaft Bentheim)
Laar es un municipio situado en el distrito de Grafschaft Bentheim, en el estado federado de Baja Sajonia (Alemania), a una altitud de 9 metros. Su población a finales de 2016 era de unos 2200 habitantes y su densidad poblacional, 43 hab/km².
Se encuentra ubicado a poca distancia al este de Países Bajos y al norte del estado de Renania del Norte-Westfalia.